# Централноафриканска република
Централноафриканската република (съкр. ЦАР, на френски: République centrafricaine, на санго: Ködörösêse tî Bêafrîka) е държава в Централна Африка. Столица на страната е град Банги. Тя граничи с Чад на север, със Судан и Южен Судан – на изток, с Република Конго и Демократична република Конго – на юг и с Камерун – на запад. Две трети от територията на страната се намира във водосборния басейн на река Убанги, а останалата една трета в басейна на река Шари.

## География
Централноафриканската република се намира се в централната част на африканския континент и няма излаз на море. Голяма част от южната ѝ граница е образувана от притоци на р. Конго, като р. Мбому от изток се съединява с р. Уеле, формирайки р. Убанги. На запад р. Санга протича през част от територията на страната. Източната граница е близо до периферията на речния басейн на р. Нил.
Голяма част от територията ѝ е заета от саванна растителност и е разположена в равнинна или хълмиста повърхност, която представлява плато. Средната надморска височина е около 500 m. В североизточната част са разположени Фертитските хълмове, в югозападните части се намират разпокъсани хълмове. На север се намира масивът Яде, който представлява гранитно плато с надморска височина около 1150 m. 75% от територията на страната е покрита с гори, като в южната ѝ част горските ресурси са най-големи. Незаконното изсичане на горите е често срещана практика, а темпът на обезлесяване към началото на 21. век е 0,4% годишно

## История
Смята се, че територията на днешна ЦАР е била заселена още към 1000 г. пр.н.е.
След 7 век централноафриканските земи попадат под влиянието на Канемската империя, както и на държавите Уадаи и Багирми. За разлика от останалите части от Африка, ислямът тук се е разпространил значително по-късно, а влиянието му далеч не е било толкова силно, както в по-северните територии.
Французите окупират земите на днешна ЦАР (под името Убанги-Шари), както и тези на Борнуанското кралство и такива влизащи в по-късната Република Конго, образувайки Френска Екваториална Африка. През август 1940 много жители на колонията изявяват желание да се сражават за Свободна Франция срещу частите на Оста. През 1958 територията Убанги-Шари получава полуавтономен статут, а 13 август 1960 г. – независимост от Франция. Оттогава до края на Студената война тя е управлявана от президенти, завзели властта чрез сила. Първият президент на страната (вече Централноафриканска република) е Давид Дако, който през 1962 г. установява диктатура и еднопартийна система, управлява авторитарно и с раздута и корумпирана бюрокрация, изградена от невинаги добре квалифицирани кадри. Той премахва монопола върху диамантите, така увеличава износа им, повишавайки печалбите от тях, което способства за ръст на икономиката на страната. В столицата е построена и фабрика за преработка на диаманти.
На 31 януари 1965 Дако е свален чрез почти безкръвен преврат от Жан-Бедел Бокаса, който суспендира конституцията и разпуска народното събрание. През януари 1966 г. прави изявление, в което се самообявява за държавен глава, президент, министър-председател и ръководител на единствената партия в страната – Движение за социална еволюция в Черна Африка. Шест години по-късно получава доживотно президентско звание. Заради природните богатства на страната, включващи уран и диаманти, той е подкрепян от страни като Швейцария, САЩ и Франция. На 4 декември 1976 г. републиката е заменена с монархия. Постът президент е заменен с император (самият Бокаса се самопровъзгласява за такъв с титлата Бокаса I), а страната – преименувана на Централноафриканска империя. Имперският период се характеризира с икономически подем, макар и донякъде възпрепятстван от корупцията, както и с опити на владетеля да поевропейчи населението. Сред по-безобидните от кампаниите, предприети от него с тази (но и с комерсиална) цел е и усиленото печатане на пощенски марки с изображения на европейски писатели, като Виктор Юго и Оноре дьо Балзак, на различни породи кучета, на известни изследователи и откриватели.
През 1979 Жан-Бедел Бокаса е свален чрез преврат, организиран от Франция. Президентският пост е поет от Давид Дако, който малко след това възстановява републиканския строй. След две години управление и Дако е свален от власт, но този път от Андре Колингба, генерал от армията. Неговото военно правителство е сменено чрез първите за страната демократични избори през 1993 г. Следва период на нестабилност и вътрешни конфликти, които намаляват едва със значителното присъствие на мироопазващи контингенти от различни страни.

## Държавно устройство
Централноафриканската република е президентска република. Президентът има широки правомощия и изпълнява функцията едновременно на държавен глава и на глава на правителството. Новата конституция е одобрена чрез референдум на 5 декември 2004 г. Изпълнителната власт е в ръцете на правителството, а законодателната – на правителството и парламента.

## Административно деление
Централноафриканската република се поделя на 14 административни и 2 икономически префектури. Столицата на страната, град Банги, е обособена в отделна административна единица – автономна комуна. Префектурите са разделени на общо 71 подпрефектури.
Двете икономически префектури са Нана-Гребизи и Санга-Мбаере. Административните префектури са:
| - Баминги-Бангоран - Бас-Кото - От-Кото - От-Мбому - Кемо - Лобайе - Мамбере-Кадеи | - Мбому - Нана-Мамбере - Омбела-Мпоко - Уака - Уам - Уам-Пенде - Вакага |

## Икономика
Банги е транспортният център на Централноафриканската република. От 1999 г. 8 пътя го свързват с други основни градове в страната, както и с Камерун, Чад и Южен Судан, обаче само онези части от тях, за които се изисква платена тол-такса са павирани. През дъждовния сезон – от юли до октомври – някои пътища са непроходими. Речни фериботи плават от пристанището на река Банги до Браззавил (достъпен по вода през по-голямата част от годината) и Зонго (град в Конго). От Бразавил, стоките се транспортират с железопътен транспорт до Поант Ноар, атлантическото пристанище на Конго. Речното пристанище (с товароносимост от 350 000 тона, 350 метра дължина на пристаните и 24 000 кв. м. складово пространство) се справя с по-голямата част от международната търговия на страната. Към 2002 г. е планирано свързването на Банги с железопътна линия към Транскамерунската железница. Международното летище Бангуи М'Поко е единственото международно летище на Централна Африка. От юни 2014 г. то редовно провежда редовни директни полети до Бразавил, Казабланка, Котону, Дуала, Киншаша, Ломе, Луанда, Малабо, Нджамена, Париж, Поант Ноар и Яунде.

Икономиката на републиката е ориентирана главно към отглеждането и износа на продоволствени култури, като маниока, фъстъци, царевица, сорго, просо, сусам, банани. Те не се изнасят в големи количества, но въпреки това износът им е най-голям за страната, защото населението извлича много по-големи доходи от периодичния износ на излишната селскостопанска продукция, отколкото от стоки произвеждани главно за износ (памук, кафе и др.) Конкретно общата продукция на маниоката, която е основната храна на населението на страната, е около 200 – 300 хил. тона годишно, докато производството на памук (първо място по износ между отглежданите специално за това култури) е ок. 25 – 45 хил. тона годишно. Освен това голяма част от женското население произвежда алкохолни напитки, като бира или ликьор от сорго, продажбата на които му осигурява значителни приходи. Същевременно те, както и въобще печалбата от продажбата на храна, алкохол, диаманти, слонова кост, месни продукти от диви животни и лекарства обикновено не се вземат предвид, при изчисляването на БВП на страната, което деформира статистиката ѝ за данните за БВП на глава от населението, който често е посочван, като приблизително 300 американски долара годишно, т.е. сред най-ниските в света. Изобщо Централноафриканската република е сочена, като една от най-бедните държави в света и сред десетте най-бедни в Африка. Според списание „Еколоджист“ обаче, тя заема първо място в света по устойчиво развитие.

## Население
Според вероизповеданието си 35% от населението има местни вярвания, 25% от него са протестанти, 25% – римокатолици и 15% – мюсюлмани. То се състои от 80 етноса, всеки от които говори на собствения си език. Най-многобройната етническа група е бая (33%), следвана от банда (27%), манджия (13%), сара (10%), мбум (7%), мбака (4%) и якома (4%). Към 2% от общото население се състоят от представители на различни други народности, включително такива с европейски произход.